# Romans-sur-Isère
Romans-sur-Isère (okcitansko Romans d'Isèra) je mesto in občina v jugovzhodnem francoskem departmaju Drôme regije Rona-Alpe. Leta 2008 je mesto imelo 33.440 prebivalcev.

## Geografija
Kraj leži v pokrajini Daufineji ob reki Isère, 18 km severovzhodno od Valence. S sosednjim Bourg-de-Péagom predstavlja urbano ozemlje z več kot 50.000 prebivalci.

## Uprava
Romans-sur-Isère je sedež dveh kantonov:
- Kanton Romans-sur-Isère-1 (zahodni del občine Romans-sur-Isère, občine Clérieux, Geyssans, Mours-Saint-Eusèbe, Peyrins, Saint-Bardoux: 27.886 prebivalcev),
- Kanton Romans-sur-Isère-2 (vzhodni del občine Romans-sur-Isère, občine Le Chalon, Châtillon-Saint-Jean, Crépol, Génissieux, Miribel, Montmiral, Parnans, Saint-Bonnet-de-Valclérieux, Saint-Laurent-d'Onay, Saint-Michel-sur-Savasse, Saint-Paul-lès-Romans, Triors: 19.275 prebivalcev).

Kantona sta sestavna dela okrožja Valence.

## Zgodovina
Romans je bil ustanovljen leta 838 v bližini broda čez reko Isère s strani Viennskega nadškofa sv. Bernarda.
30. marca 1349 je bil v kraju podpisan sporazum med grofom Humbertom II. Viennskim in francoskim kraljem Filipom VI., s katerim je velik del ozemlja vzhodno od reke Rone prešel pod francosko krono kot provinca Daufineja.

## Zanimivosti
- romansko-gotski Kolegial sv. Bernarda iz 12. do 13. stoletja,
- stolp - ura Jacquemart iz 12. stoletja,
- pokopališče Calvaire des Récollets iz 16. stoletja, od leta 1986 na seznamu francoskih zgodovinskih spomenikov,
- cerkev Lurdske Matere Božje iz 30. let 20. stoletja,
- mednarodni muzej čevljev.

## Osebnosti
- Thomas Arthur baron Tollendal grof de Lally, francoski general, guverner Francoske Indije (1702-1766)
- Érik Comas, avtomobilski dirkač (1963-)

## Pobratena mesta
- Coalville (Anglija, Združeno kraljestvo),
- Straubing (Bavarska, Nemčija),
- Varese (Lombardija, Italija),
- Zadar (Dalmacija, Hrvaška),
- Zlin (Češka).